# Éducation nouvelle
L'éducation nouvelle est un courant pédagogique qui défend le principe d'une participation active des individus à leur propre formation. Elle déclare que l'apprentissage, avant d'être une accumulation de connaissances, doit être un facteur de progrès global de la personne. Pour cela, il faut partir de ses centres d'intérêt et s'efforcer de susciter l'esprit d'exploration et de coopération : c'est le principe des méthodes actives. Elle prône une éducation globale, accordant une importance égale aux différents domaines éducatifs : intellectuels et artistiques, mais également physiques, manuels et sociaux. L'apprentissage de la vie sociale est considéré comme essentiel.

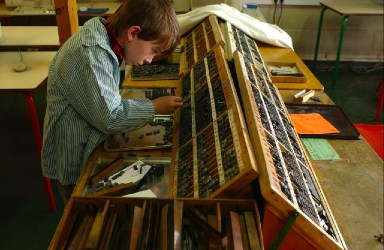
Pédagogie Freinet - l'imprimerie.

## Principes
L'éducation nouvelle s'appuie sur les principes de la pédagogie active et la confiance dans les ressources propres à chacun. Elle prône un apprentissage à partir du réel et du libre choix des activités.
Les différents pédagogues de ce mouvement expriment de diverses manières cette nécessité de favoriser l'expérience personnelle : pour John Dewey, on apprend en faisant (« Learning by doing »), Freinet lui fait écho en parlant de tâtonnement expérimental. Decroly estime qu'il faut partir des centres d'intérêt.
Cependant, l'éducation nouvelle ne se limite pas à un enseignement par des méthodes actives venant se substituer à l'enseignement magistral. Elle estime que l'éducation ne peut isoler l'enseignement des matières académiques des autres champs de l'éducatif, et attache une importance égale à tous les domaines : intellectuels, artistiques, mais également physiques, manuels et sociaux. C'est une éducation globale, où est important le milieu de vie élaboré par l'école.
L'apprentissage de la vie sociale est essentiel : depuis le « self-government » de Summerhill aux conseils coopératifs de la pédagogie institutionnelle, le respect de l'enfant implique qu'il soit partie prenante des règlements qui régissent sa vie.
Cette pédagogie a été historiquement expérimentée dans des lieux où les enfants vivaient en permanence : orphelinats et internats. Adolphe Ferrière estimait en 1919 qu'une école nouvelle était nécessairement un internat situé à la campagne. La mixité était également considérée comme un point indispensable par une fraction importante des théoriciens et actuellement cette idée est très généralement acceptée.
De nos jours, pour atteindre ces mêmes objectifs, elle associe étroitement les parents à la vie de l'école.

## Histoire

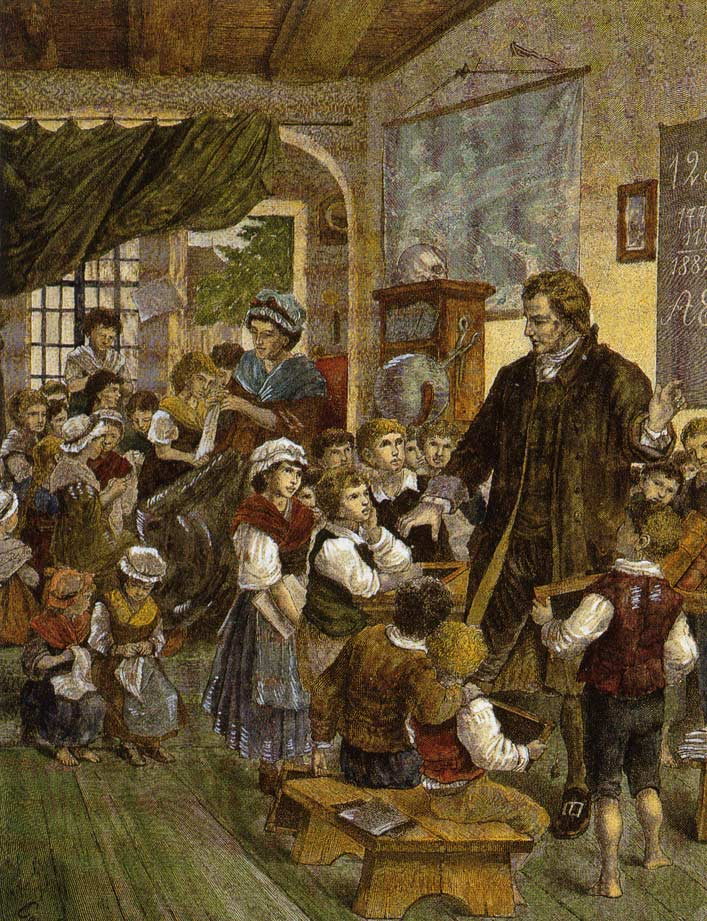
L'école de Johann et Anna Pestalozzi.

### Les précurseurs
L'éducation nouvelle s'inspire d'une longue tradition de pédagogues depuis les humanistes de la Renaissance qui déjà estimaient que « l'enfant n'est pas un vase qu'on remplit mais un feu qu'on allume ». On trouvera chez ces pédagogues des références à Rabelais et son abbaye de Thélème, à Montaigne, à Comenius.
Elle fut influencée par les théories de Rousseau, dans son Émile ou De l'éducation, théories qui furent mises en pratique par Pestalozzi au début du XIXe siècle.
On considère cependant que l'éducation nouvelle naît sous sa forme actuelle tout à la fin du XIXe siècle.

### Premières écoles actives

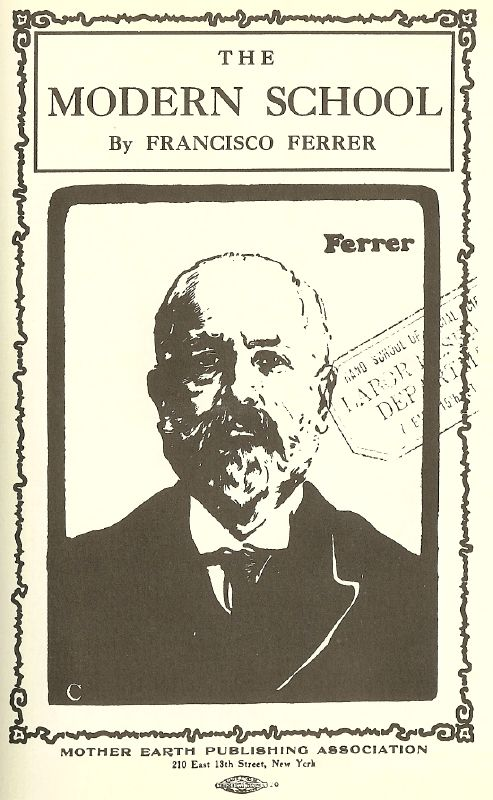
The Modern School de Francisco Ferrer, traduit par Voltairine de Cleyre en 1909.

Ce mouvement, de caractère international, est marqué dès 1889 par l'ouverture de l'École d'Abbotsholme, en Angleterre. Son fondateur, Cecil Reddie, remet en cause l'esprit de compétition permanente dans lequel sont formés les élites britanniques.
Elle est suivie quelques années plus tard par celle de l'école de Bedales, qui pose le principe de la coéducation des deux sexes : c'est la première école mixte anglaise.
En France, Edmond Demolins s'inspire de ces écoles pour fonder en 1899 l'École des Roches à Verneuil-sur-Avre; elle sera longtemps la référence pour la pratique des méthodes actives.
Ces écoles sont des internats à la campagne qui ont pour point commun de s'adresser à une élite. Elles seront néanmoins des lieux expérimentaux que visiteront et dont s'inspireront nombre de précurseurs.
D'autres expérimentent les idées de l'éducation libertaire dans leurs fondations et orphelinats : il s'agit d'une éducation intégrale accordant une place nécessaire à l'enseignement industriel ou pratique à côté de l'enseignement scientifique ou théorique; on y retrouve également le principe de coéducation des deux sexes.
En France, Paul Robin mène tout d'abord l'expérience de Cempuis de 1880 à 1894, puis Sébastien Faure crée en 1904 la Ruche, une école libertaire. En Espagne, l'Escuela moderna est fondée en 1901 par Francisco Ferrer. L'exécution de celui-ci en 1909 après un procès bâclé où il est accusé d'avoir participé à des émeutes le transforme en symbole de l’éducation libertaire; ses idées inspireront les Modern schools américaines.
Dès cette époque, ces expérimentations s'appuient sur les travaux de médecins et de psychologues qui cherchent à appliquer les découvertes de la science à l'éducation. Aux États-Unis, John Dewey ouvre en 1896 un laboratoire d'études sur la psychologie appliquée pour mieux comprendre la pédagogie, science appliquée de la psychologie.
En Italie, Maria Montessori crée la première Casa dei bambini en 1907, tandis que la première école Ovide Decroly est ouverte en Belgique. En Suisse, Edouard Claparède, médecin et psychologue, crée en 1912, à Genève l'Institut Jean-Jacques Rousseau, école des sciences de l'éducation.
Le mouvement européen s'enrichit avec l'ouverture de l’école de plein air d’Haubinda d’Hermann Lietz (1906) et de l’Odenwaldschule par Paul Geheeb (1910) en Allemagne.
En Pologne, Janusz Korczak crée en 1912 son premier orphelinat « Dom Sierot » organisé en république d’enfants.

### L'impact de la Première Guerre mondiale
La Première Guerre mondiale marque profondément les pédagogues engagés dans ces expérimentations. Certains, comme les Français Célestin Freinet et Gustave Monod, y sont gravement blessés, mais, surtout, chacun prend conscience de la nécessité d'une éducation qui s'adresse à tous dans un autre état d'esprit. Les méthodes actives ne suffisent pas. Henri Wallon dira à propos de cette époque :

« Il avait semblé alors que pour assurer au monde un avenir de paix, rien ne pouvait être plus efficace que de développer dans les jeunes générations le respect de la personne humaine par une éducation appropriée. Ainsi pourraient s'épanouir les sentiments de solidarité et de fraternité humaines qui sont aux antipodes de la guerre et de la violence. »

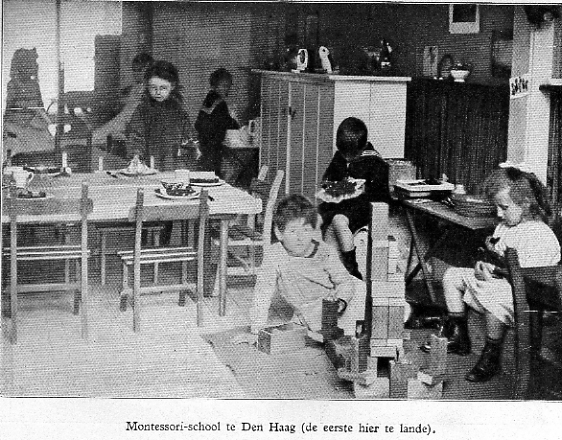
École Montessori à La Haye en 1915.

En 1919 commence en Allemagne l'expérience des écoles libertaires de Hambourg, tandis qu'en marge du mouvement, Rudolf Steiner ouvre la première école Waldorf qui propose une approche similaire mais fondée sur la doctrine ésotérique de l'anthroposophie. En 1921, A.S. Neill crée l'école de Summerhill, où il met en application ses théories libertaires.
En 1921, la Ligue internationale pour l'éducation nouvelle est créée, sur la base de la charte de l'éducation nouvelle rédigée en 1915 par Adolphe Ferrière. Au cours des années qui suivent et jusqu'à la Seconde Guerre mondiale, ses congrès rassembleront les militants de l'éducation nouvelle, permettant des échanges sur les pratiques et les travaux de recherche de chacun.
La plupart des personnalités de l'Éducation nouvelle participent à ces congrès, notamment Maria Montessori, Roger Cousinet, ou encore A.S. Neill. Ils publient d'autre part leurs travaux dans la revue de la ligue Pour l'ère nouvelle, qui paraît dès 1922.
Célestin Freinet assiste également à certains de ces congrès; il crée en 1928 la coopérative de l'enseignement laïc puis fonde en 1935 l'école Freinet de Vence.
La Seconde Guerre mondiale interrompt les rencontres et les publications de la Ligue internationale pour l'éducation nouvelle. Janusz Korczak ainsi que les enfants dont il s'occupait d'autres pédagogue de son institutions ont été enfermés dans le ghetto de Varsovie puis assassiné dans le camp d'extermination de Treblinka par les Allemands. Son oeuvre a influencé la rédaction de la Convention des Nations unies relative aux droits de l’enfant dans les années 1980,

### De la guerre froide à l'époque actuelle
Après la Seconde Guerre mondiale, le mouvement perd beaucoup de sa dynamique internationale : le congrès « des retrouvailles » de la ligue internationale pour l'éducation nouvelle en 1946 est le dernier. La politisation croissante des différents mouvements dans un contexte de guerre froide aura raison de ces rencontres internationales.
À la fin des années 1960, ce courant, qui revendique depuis ses origines une prise en compte des travaux en sciences humaines, est fortement influencé par la psychanalyse. Il s'inspire de la psychothérapie pour définir la pédagogie institutionnelle puis de la « dynamique des groupes restreints » et la « non-directivité » de Carl Rogers.

## Critiques et études
Dans un article de 1970, « L'éducation nouvelle et ses ambiguïtés », le pédagogue Louis Legrand décrit les attitudes et principes de l'éducation nouvelle, s'opposant sur différents points à l'éducation traditionnelle. Il précise : « Deux conceptions générales sont en effet possibles, conceptions que nous trouvons spécifiées chez les divers théoriciens de l'éducation nouvelle. Le refus de l'école traditionnelle peut en effet être vécu soit comme un refus total englobant à la fois la pratique pédagogique, l'institution, l'environnement politique et les valeurs qui consciemment les fondent, soit, plus simplement, comme la dénonciation d'une inadéquation reconnue entre d'une part les valeurs conservées et épurées et d'autre part la pratique pédagogique, l'institution scolaire et le contexte politique. Précisons cette opposition, capitale à nos yeux, dans la mesure où les choix éthiques donnent un style particulier à la pédagogie nouvelle ainsi fondée. Historiquement, la critique de l'école traditionnelle a presque toujours été une critique totale, mettant en cause les valeurs. Pour Ferrière, pour Dewey, pour Freinet, la critique de l'école traditionnelle, c'est d'abord la critique de l'intellectualisme rationaliste ou positiviste, la critique de l'humanisme traditionnel, la critique au fond du dualisme platonicien. »
De récentes études en France semblent montrer un bilan positif pour ce qui est des capacités et des résultats de ces élèves lors de leurs études universitaires et de leur vie professionnelle, tant dans les écoles Freinet que dans les écoles « nouvelles » et Montessori.

## L'influence sur les systèmes éducatifs nationaux

### Amériques

#### États-Unis
Aux États-Unis, la figure majeure de l'éducation nouvelle est John Dewey, qui insiste sur la place essentielle de l’école dans la formation d’une société démocratique. Il inspira les réformes pédagogiques mises en œuvre dans les années 1900, sous la présidence de Theodore Roosevelt. Il sera traduit par Ovide Decroly.
En 1957, le lancement de Spoutnik 1 par les Soviétiques provoqua un véritable traumatisme aux États-Unis et une remise en cause du système éducatif progressiste. Un ensemble de réformes de l'école américaine, portant principalement sur le primaire, fut décidé, dont notamment l'abandon de méthodes actives au profit de celle des mathématiques modernes.
L'influence de Dewey demeure néanmoins notable aujourd'hui.

#### Québec
Le Québec bénéficie d'un réseau d'écoles alternatives intégrées au système public dont la première a été l'école Jonathan fondée en 1974.
Depuis 2000, le programme de formation de l'école québécoise base l'enseignement sur l'expérimentation et la pédagogie de projet. Ce programme est mis en place à partir de l'enseignement primaire et doit progressivement s'étendre à tous les cycles.
Les écoles démocratiques ne sont pas encore permises, par contre le Réseau des écoles démocratiques au Québec affronte ce défi.

### Europe

#### France
En France, à la Libération, l'éducation nouvelle a le vent en poupe, tant par les réformes entreprises dans le système éducatif que par des initiatives individuelles : de nombreuses écoles nouvelles, publiques et privées, sont créées.
La commission Langevin-Wallon prépare un plan de réforme du système éducatif français en s'appuyant sur les travaux réalisés par le conseil de la Résistance, mais le début de la guerre froide interrompt cette dynamique. François Goblot soutenu par Gustave Monod lui même formé à l'école des Roches fonde les "dossiers pédagogiques" puis les cahiers pédagogiques à  l'occasion de la création des "classes nouvelles". Il a voulu en faire un bulletin qui s'inspire des méthodes actives, mises en place dans les classes. Il fondera en 1946 l' ANECNES (Association Nationale des Educateurs des Classes Nouvelles de l'Enseignement du Second Degré) qui sera transformé en CRAP (Cercle de recherche et d'action pédagogiques) en 1963. Après le départ des ministres communistes du gouvernement, le plan Langevin-Wallon est enterré.
Les mouvements pédagogiques se radicalisent, le GFEN restant proche du communisme tandis que Célestin et Élise Freinet s'en détachent. On aboutit à un antagonisme entre des mouvements qui défendent pourtant des théories éducatives similaires. Ce clivage perdure de nos jours en dépit de la création d'un comité de liaison des mouvements pédagogiques en 1985, avec un mouvement Freinet surtout présent dans le primaire, le GFEN plutôt actif au niveau de la formation des enseignants, et les écoles privées ANEN ou Montessori tenues à l'écart de ces mouvements.
Certaines pratiques de l'éducation nouvelle ont néanmoins été généralisées, en particulier celles visant à un apprentissage à partir du réel. Classes vertes, travaux manuels comme éducation artistique sont maintenant monnaie courante, surtout dans l'enseignement primaire. La mixité sera officiellement instaurée dans les années 1960.
Par contre, la mise en place d'un temps pour un travail libre personnel, partant des intérêts réels de l'élève, n'est jamais vraiment passé dans les mœurs scolaires, en dépit de la loi Jospin de 1989 plaçant « l'enfant au centre du système ». Pour Henri Wallon c'est plutôt le « projet AUTOUR de l'élève » qui est à mettre en œuvre afin que les enfants accèdent à la culture en fonction de leur rythme et leur potentialité.

#### Allemagne

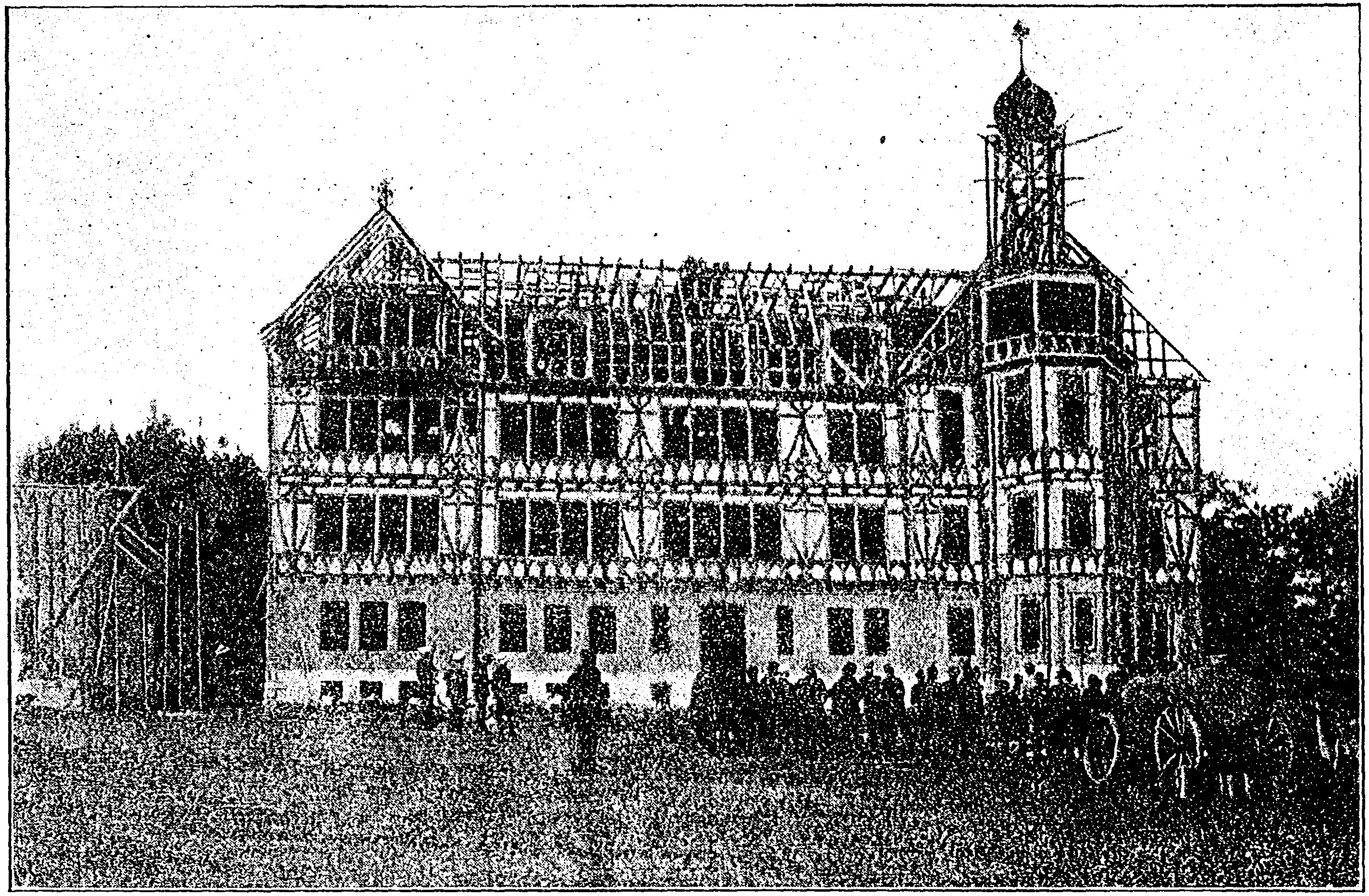
L'école de plein air Hermann-Lietz (D.L.E.H.) à Haubinda (1901).

En Allemagne la réflexion pédagogique a une longue tradition qui se manifeste par la fondation au XIXe siècle d'Universités pédagogiques (Pädagogische Hochschule) dans toutes les villes universitaires. C'est dans ce cadre que la « pédagogie nouvelle » s'est développée. Les pédagogues qui ont le plus influencé la pédagogie nouvelle en Allemagne sont Georg Kerschensteiner et Maria Montessori. Il convient également de citer l'anthroposophe Rudolf Steiner et ses Waldorfschulen, même si la pédagogie Steiner, fondée sur la doctrine ésotérique de l'Anthroposophie, n'a rien à voir avec le mouvement de l'Éducation Nouvelle.
La notion que recouvre l'expression en français d' « École nouvelle » a pour pendant en Allemagne celle de Reformpädagogik. Les Landerziehungsheime qui sont des écoles-internats installées à la campagne s'inscrivent dans le courant de la « nouvelle » pédagogie et dans le mouvement d'éducation à la campagne dont le concept est dû au pédagogue réformateur Hermann Lietz. Celui-ci fonda en 1901 le Landerziehungsheim (de) de Haubinda en Thuringe. Rudolf Aeschlimann (de), August Halm (de), Paul Geheeb, Martin Luserke et Gustav Wyneken fonda 1906 Freie Schulgemeinde Wickersdorf (de) en Forêt de Thuringe. La pédagogue et socialiste Minna Specht y enseigna comme professeur de mathématiques en 1918 avant de reprendre en 1924 la direction du Landerziehungsheim Walkemühle (de) fondé par Leonard Nelson à Adelshausen près de Melsungen en Hesse. Le mouvement d'éducation à la campagne entretient des liens étroits avec le « mouvement de jeunesse » (Jugendbewegung).
L'influence de la pédagogie nouvelle s'est particulièrement accrue depuis 2000, date à laquelle différentes évaluations (Programme PISA) ont révélé un niveau peu performant du système scolaire et universitaire allemands. Il faut signaler les efforts du gouvernement allemand pour relancer une discussion pédagogique dans tous les domaines de la société, notamment en encourageant des journalistes connus à tourner des documentations sur les écoles dans lesquelles les expériences pédagogiques sont les plus prometteuses.

## Principaux pédagogues
Parmi les principaux pédagogues annonçant, préparant le mouvement de l'éducation nouvelle, on peut citer :
- Jean-Jacques Rousseau (1712-1778) : il affirme que l'enfant est au centre de l'acte d'apprendre. Toujours selon lui, la société dénature l'enfant, c'est-à-dire que la formation subie par l'enfant l'éloigne de son état naturel.
- Johann Heinrich Pestalozzi (1746-1827) : influencé par Rousseau, il s'occupe principalement de créer et de diriger des écoles rurales en milieux défavorisés. Il développe et applique les principes d'une éducation concrète et graduée.
- Jean Itard (1774-1836) : Victor l'enfant sauvage de l'Aveyron est (ré)éduqué par Itard, Il démontre ainsi que l'éducation des enfants déficients mentaux et psychotiques est possible.
- Friedrich Fröbel (1782-1852) : influencé par Pestalozzi, il s'attache à développer une pédagogie qui favorise le développement psychologique harmonieux chez l'enfant. Créateur du premier jardin d'enfants, sa pédagogie fut perçue comme a-religieuse et socialiste, et fut interdite dans plusieurs états allemands.
- Édouard Séguin (1812-1880), "l' instituteur des idiots" : son expérience en France puis aux États-Unis, influencera Maria Montessori. Lui-même est un disciple d'Itard à Bicêtre.
- Paul Robin (1837-1912) : influencé par l'anarchisme, il affirme que l'éducation doit à la fois former le travailleur et le citoyen. Il souhaite que les élèves acquièrent une approche scientifique de l'éducation. Féministe, il croit qu'une gestion scientifique de la natalité, couplée à une éducation s'appuyant sur la technologie, amènera des améliorations notables au genre humain.

- Georg Kerschensteiner (1854-1932).
- Francisco Ferrer (1859-1909) : anarchiste, il fonde en 1901, l'École moderne, un projet éducatif rationaliste qui promeut la mixité, l’égalité sociale, l’autonomie, l’entraide et qui fut la première d'un réseau qui en comptait plus d'une centaine en Espagne en 1907. Elle inspira les modern schools américaines

Parmi les principaux pédagogues qui sont acteurs, créateurs du mouvement de l'éducation nouvelle, figurent :
- John Dewey (1859-1952) : il est le premier à approcher l'enseignement et l'apprentissage sous un angle scientifique. En conséquence, les effets de chaque geste posé doivent être analysés pour en dégager des principes éducatifs.
- Maria Montessori (1870-1952) : son expérience avec des enfants dits attardés lui révèle que les méthodes d'enseignement classique au début du XXe siècle sont inefficaces. Elle décide de développer une approche pédagogique fondée sur l'observation et l'expérience.
- Ovide Decroly (1871-1932) : il propose une pédagogie basée sur l'observation et la découverte. Il a créé la méthode globale de l'apprentissage de la lecture.
- Georges Bertier (1877-1962)
- Paul Langevin (1872-1946).
- Édouard Claparède (1873-1940).
- Janusz Korczak (1878-1942).
- Adolphe Ferrière (1879-1960).
- Henri Wallon (1879-1962).
- Roger Cousinet (1881-1973).
- Alexander Sutherland Neill (1883-1973) : se faisant traiter dans un hôpital à la suite de blessures de guerre, Neill découvre l'approche d'un psychiatre dans un centre réservé à des aliénés. Cette approche l'incite à revoir la relation entre le maître et l'élève, ce qui l'amène à fonder une école de style démocratique.
- Peter Petersen (1884-1952) : "Plan d'Iéna" (en allemand, Der Kleine Jena-Plan, 1927).
- Célestin Freinet (1896-1966) : Après des blessures de guerre ayant sévèrement diminué ses poumons, il décide de maintenir des conditions sanitaires particulières dans sa classe. Ce choix l'amène à créer le premier journal étudiant. Il fait aussi activement participer les élèves à la formation de leurs collègues.
- Carl Rogers (1902-1987) : Psychologue humaniste.
- Fernand Oury (1920-1998) est le fondateur, avec la psychologue Aïda Vasquez de la pédagogie institutionnelle.
- Mohand Said Lechani (1893-1985) militant et praticien de l'éducation nouvelle, auteur d'une méthode de lecture en 1933, à Alger.

## L'éducation nouvelle de nos jours

### Mouvements d'éducation nouvelle
Parmi les mouvements se réclamant de l'éducation nouvelle, citons :
- ANEN : Association nationale pour le développement de l'éducation nouvelle, regroupant une demi douzaine d'écoles.
- CEMEA : Centres d'Entraînement aux Méthodes d'Éducation Active
- CRAP- Cahiers Pédagogiques : Cercle de recherche et d'action Pédagogiques
- FESPI : Fédération des établissements scolaires publics innovants
- FICEMEA : Fédération Internationale des Centres d'Entraînement aux Méthodes d'Education Active
- GBEN : Groupe belge d'éducation nouvelle
- GROEN : Groupe roumain d'éducation nouvelle
- GFEN : Groupe français d'éducation nouvelle.
- GLEN : Groupe luxembourgeois d'éducation nouvelle
- GREN : Groupe romand d'éducation nouvelle
- FIMEM : Fédération internationale des mouvements d'école moderne - pédagogie Freinet
- Pédagogie Montessori
- REDAQ: Réseau des écoles démocratiques au Québec
- EPA France : Fédération Entreprendre Pour Apprendre, membre du réseau mondial Junior Achievement

Le GBEN, le GFEN, le GLEN, le GREN, le GROEN et d'autres groupes nationaux constituent un réseau international fondé en 2001 : le LIEN (Lien international de l'éducation nouvelle), résurgence de la Ligue internationale pour l'éducation nouvelle crée en 1921.

### Biennale internationale de l'éducation nouvelle
En 2017, six mouvements pédagogiques ont organisé la première Biennale internationale de l'Éducation nouvelle à Poitiers du 2 au 5 novembre.
300 militantes et militants de l'éducation nouvelle, venus de neuf pays différents étaient présents.
Cet événement répondait à trois intentions.
Partager les fondamentaux de l’éducation nouvelle à travers des conférences et des tables rondes.
Partager nos pratiques pour ne pas être spectateurs inactifs des évolutions du monde. L'espace « forum des pratiques » a permis aux équipes de présenter des projets, des démarches, des actions.
Débattre ensemble afin de pouvoir discuter, ensemble, des sujets d’actualité, des enjeux politiques et éducatifs.
Ces trois axes sont constitutifs d’une organisation qui a également donné toute sa place aux rencontres, aux échanges, aux temps du vivre ensemble dans un environnement stimulant, un milieu enrichi.
La conférence de clôture, confiée à Philippe Meirieu, grand témoin de la Biennale, a permis de penser à l'avenir et d'envisager la deuxième Biennale, en 2019.

## Filmographie
- Révolution École 1918-1939, de Joanna Grudzińska, France, 2016, 85' Production : Les Films du poisson/ Arte, documentaire diffusé sur Arte le 7 septembre 2016 (Dossier de presse)
- Les enfants de Summerhill Un film de Bernard Kleindienst – 1997.
- L'éducation en questions série documentaire proposée par Philippe Meirieu et co-produite par France 5 et Mosaïques Films - 2001 Voir en ligne